# Harry Jusélius
Harry Werner Jusélius, född 27 november 1935 i Helsingfors, död 29 oktober 2020. var en svensk jurist som var lagman i Sjuhäradsbygdens tingsrätt från 1985 till 1988 och i Borås tingsrätt från 1988 till 1999.
Jusélius blev juris kandidat vid Stockholms högskola 1959 och genomförde sin tingstjänstgöring 1960–1962 innan han 1963 blev fiskal i Svea hovrätt. Han tjänstgjorde på justitiedepartementet 1969-1972, var rådman i Stockholms tingsrätt 1974-1977 och i Eksjö tingsrätt 1978-1985. Han var lagman i Sjuhäradsbygdens tingsrätt 1985-1988 och i Borås tingsrätt 1988-1999.
Jusélius var son till tekniska direktören Erik Jusélius och hans maka Harriet, född Nikander. Han var från 1972 gift med Britt, född Halldén 1937.